# Ivan Guberina
Ivan Guberina (Šibenik, 14. studenoga 1897. – Zagreb, 30. lipnja 1945.), hrvatski svećenik, teolog, povjesničar i političar. Bio je član ustaškog pokreta i dužnosnik vlasti NDH. Nadbiskup Alojzije Stepinac suspendirao ga je, a od komunističkog suda je 1945. osuđen na smrt.

## Životopis
Rodio se je u Šibeniku 1897. godine.
U mladosti je ušao u franjevački red, gdje je uzeo ime Augustin. Bio je član franjevačke sinjsko-makarske provincije i vrlo aktivan sudionik Hrvatskoga katoličkog pokreta. U idejnim razilaženjima u HKP-u između dva rata svrstao se na stranu koja je zagovarala nacionalnu komponentu, a protivila se potpori dijela vodstva HKP-a jugoslavenskoj orijentaciji. Objavio je dva polemička spisa na tu temu. Poslije je napustio franjevački red i prešao u biskupijske svećenike Šibenske biskupije. 
Bogoslovlje studirao u Rimu.
Ustašama je pristupio vjerojatno 1940. i ubrzo nakon toga otišao u emigraciju. Boravio je u Pisi u Italiji, te se vratio u Zagreb s drugim ustašama 13. travnja 1941. Pred komunističkim istražiteljima poslije rata izjavio je: »Član ustaškog pokreta postao sam zato što sam bio uvjeren da se ustaški pokret bavi [vjerojatno: bori] samo isključivo za samostalnu državu hrvatsku, u kojoj će hrv. narod sam odlučivati o svojoj sudbini.«
Pisao o hrvatskoj srednjovjekovnoj povijesti. Rasprave objavio najviše u Hrvatskoj reviji i Hrvatskoj smotri. Tijekom rata bio je plodan pisac te je objavio knjigu u dva sveska Državna politika hrvatskih vladara (njegovo glavno djelo, 1944. i 1945.). Također je objavio knjigu Ustaštvo i marksizam u svojim načelima, u kojoj dokazuje »da je marksizam filozofski neodrživ«. Bavljenje znanstvenim radom bilo mu je omogućeno namještenjem u Ministarstvu prosvjete, koje mu je osigurao Mile Budak. Po osobnom svjedočenju, malo je radio na poslovima ministarstva, a puno je vremena posvećivao brizi za izbjeglice iz Dalmacije. U listopadu 1943. bio je imenovan za ravnatelja pismohrane ustaškoga pokreta, na kojoj je dužnosti ostao do kraja NDH.
U lipnju 1943. mostarski biskup Petar Čule obavijestio je Stepinca da je svećenik Ivo Guberina održao u Mostaru "prijeteći i krvav govor. Bilo bi nezgodno, da je onako govorio i najzadrtiji laik nacionalista ... protivnici će reći, Crkva odobrava sve one pokolje". Potom je Stepinac Guberini izrekao "zabranu vršenja bilo kakve svećeničke službe, uključiv i zabranu služenja svete mise". Njegovo ponašanje Stepinac je ocijenio "sablažnjivim za vjernike". U saslušanju pred komunističkim sudom Guberina je tvrdio: 
U svibnju 1945. povlačio se s vojskom NDH i civilima prema Austriji (vidi: Bleiburška tragedija). Bio je uhićen 9. svibnja 1945.
Vojni sud JA osudio ga je na smrt 29. lipnja. Pogubljen je. Jure Krišto piše da nije jasno što mu se upisivalo u grijeh da bi zasluživao smrt, osim činjenice da je pripadao ustaškom pokretu i da je pisao protiv partizana.[nedostaje izvor]

## Djela
- Komunizam i hrvatstvo,  Šibenik: Hrvatska omladinska biblioteka ; sv. 5, 1937.
- Osnovna načela marksizma, Šibenik: Hrvatska omladinska biblioteka ; sv. 6, 1938.
- Hrvatski povijesni poziv i značenje Zrinsko-Frankopanske urote, Zagreb : Promičba ustaške mladeži, br. 3, 1942.
- Kako je Zvonimirova kruna prešla na glavu madžarskog kralja, Zagreb; Tisak Grafičkog zavoda „Preporod“:, 1942.
- Ustaštvo i marksizam u svojim načelima, Zagreb: Tisak Grafičkog zavoda „Preporod“, 1942
- Ustaštvo i katolicizam, Zagreb : Hrvatska smotra, 1943
- La formazione cattolica della Croazia, Roma : Tipografia agostiniana, 1943.
- Smisao bitke na Gvozdu, Zagreb : Ustaški nakladni zavod, 1943.
- Državna politika hrvatskih vladara, Zagreb : Knjižara Velebit, 1944